# Sverepec
Sverepec este o comună slovacă, aflată în districtul Považská Bystrica din regiunea Trenčín. Localitatea se află la altitudinea de 302 m deasupra n.m., se întinde pe o suprafață de 6,23 km2 și în 2017 număra 1.345 de locuitori.

## Istoric
Localitatea Sverepec este atestată documentar din 1321.

## Demografie
| An:                | 1994 | 2004   | 2014    | 2024    |
| ------------------ | ---- | ------ | ------- | ------- |
| Număr de persoane: | 1064 | 1102   | 1237    | 1404    |
| Diferență:         |      | +3,57% | +12,25% | +13,50% |

| An:                | 2023 | 2024   |
| ------------------ | ---- | ------ |
| Număr de persoane: | 1376 | 1404   |
| Diferență:         |      | +2,03% |